# Balatonmáriafürdő, Somogy
Balatonmáriafürdő  este un sat în districtul Marcal, județul Somogy, Ungaria, având o populație de 714 locuitori (2011). 

## Demografie
Componența etnică a satului Balatonmáriafürdő
     Maghiari (94,68%)
     Germani (4,56%)
     Necunoscut (0,76%)
     Alții (0,76%)
Componența confesională a satului Balatonmáriafürdő
     Fără religie (5,74%)
     Reformați (2,94%)
     Atei (1,26%)
     Luterani (1,12%)
     Necunoscută (88,94%)
     Alte religii (0,7%)
Conform recensământului din 2011, satul Balatonmáriafürdő avea 714 locuitori. Din punct de vedere etnic, majoritatea locuitorilor (94,68%) erau maghiari, cu o minoritate de germani (4,56%). Apartenența etnică nu este cunoscută în cazul a 0,76% din locuitori. Nu există o religie majoritară, locuitorii fiind persoane fără religie (5,74%), reformați (2,94%), atei (1,26%) și luterani (1,12%). Pentru 88,94% din locuitori nu este cunoscută apartenența confesională.